# 丸山 (神戸市)

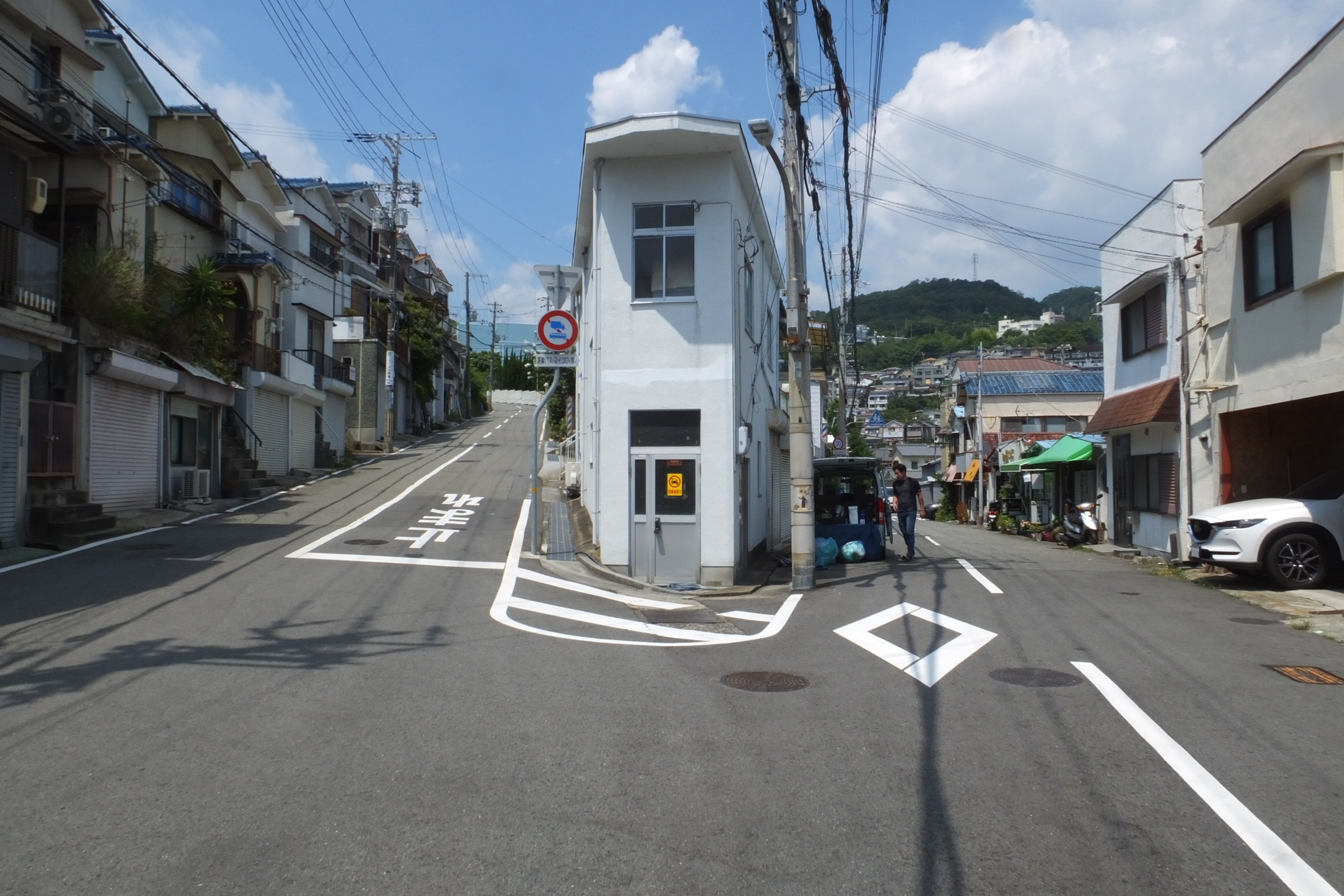
丸山（神戸市長田区大日丘町1丁目のY字路）

丸山（まるやま）は、兵庫県神戸市長田区北部の地域名。

## 概要
丸山町や大日丘町、鶯町、檜川町、雲雀ケ丘、鹿松町など北部地域の15町を丸山地区と称する。元来は山岳地域であり、すり鉢状の急斜面に民家がびっしりと張り付くように並ぶ独自の景観を呈する。現在の町並みからは想像しにくいが、昭和初期には別荘地として開発され、遊園地や料理旅館があり、「神戸の奥座敷」と呼ばれていた。

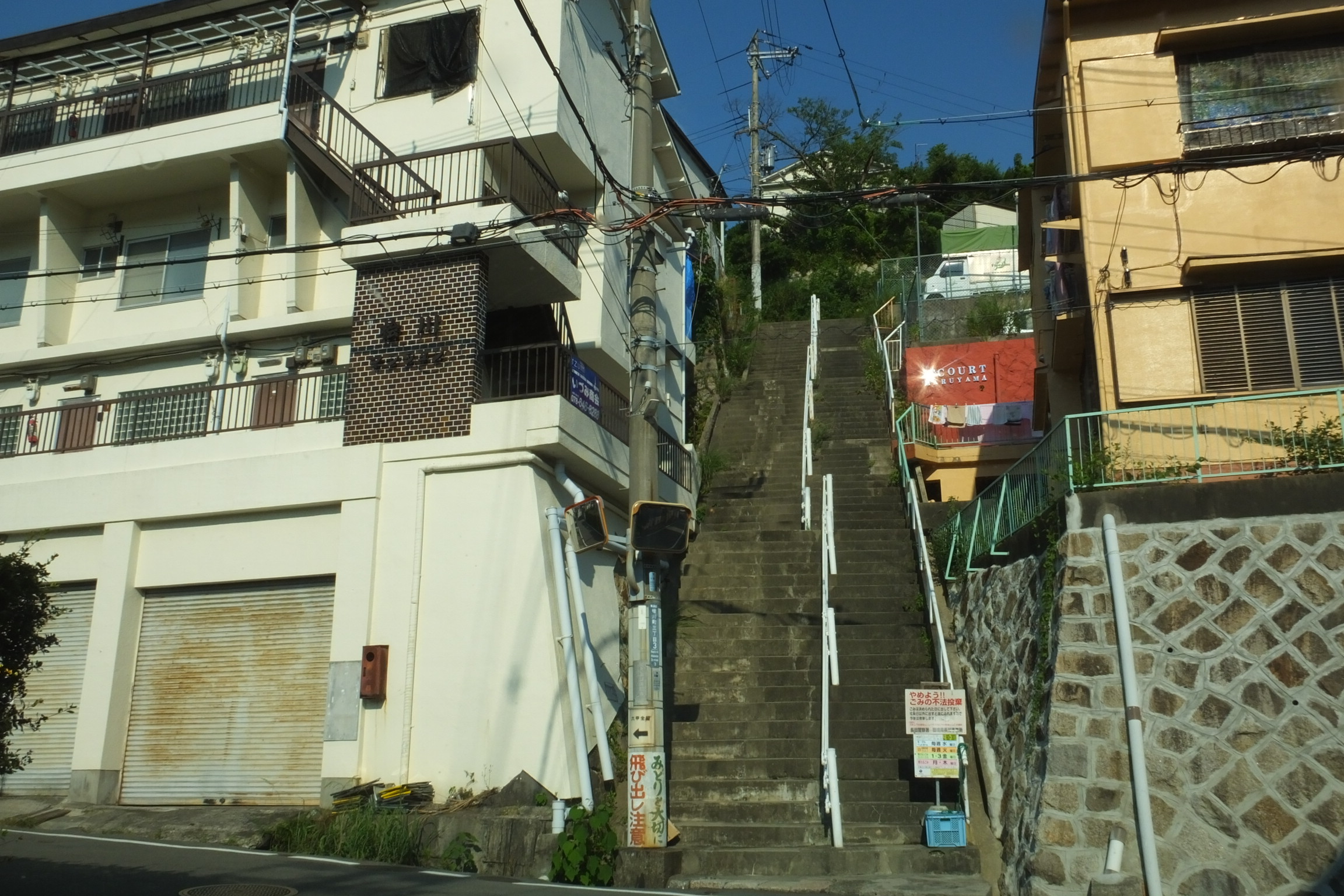
急な坂や階段が多い上に、私道が多く整備しにくく自動車も入りにくい地域が多い（檜川町）

急な坂や階段が多い上に、私道が多く整備しにくく自動車も入りにくい地域もあるため、近年は人口が急減しており、高齢化率は1995年以降20年で24.25ポイント上昇し、40.1％となる。65歳以上の一人暮らしは約1000世帯で、全世帯数の5分の1を占める。
古くからコミュニティ活動が盛んな地区として、全国的にも知られている。
西丸山町の獅子ヶ池は、産業廃棄物の不法投棄により荒廃していたが、2003年より地元有志らによる「獅子ヶ池を美しくする会」の活動により廃棄物の撤去や環境保全が進められている。「獅子ヶ池周辺里山整備・保全事業」は平成20年度手づくり郷土賞受賞 。

## 地名の由来
東丸山町にある聖天山の、丸くこんもりと見えることから、地元でこの地域を『丸山』と呼ぶようになった。

## 人口
2015年の国勢調査では10,457人。1995年には15,832人で、20年間で5,375人（34％）減少した。世帯数は、1995年の5,808世帯から2015年には4,682世帯と1000世帯以上（19.4%）減少した。

## 歴史
当初は、住宅地ではなく別荘地・行楽地として開発された。

### 丸山遊園地
1932年（昭和7年）長田区丸山町2に完成。神戸市の人口増加に伴い、大正末ごろから「神戸土地株式会社」が開発を始めた。神戸の奥座敷として、旅館や温泉場が建設された時期に重なる。1928年（昭和3年）、神戸電鉄有馬線に鷹取道駅（現・丸山駅）が開通するが、その4年後に開業した。観覧車や乗り物はなく、大きな池沿いに遊歩道が整備され、ぼんぼりが立っていた。春は桜の名所として知られ、芸者を連れて花見をする客なども見られた。アヒルやカモなど鳥類が飼われているミニ動物園のようなエリアやブランコなどの遊具があり、グランドには土俵が設けられ、大相撲の巡業が行われたほか、映画の上映などのイベントが行われた。しかし、遊園地としては10年足らずで廃園となった。第2次世界大戦中には、1942年に最大600人のオーストラリア兵が収容された捕虜施設「大阪俘虜収容所神戸川崎分所」となり、少なくとも51人が亡くなった。この場所は現在は市総合療育センターになっている。

### 鵯越大仏

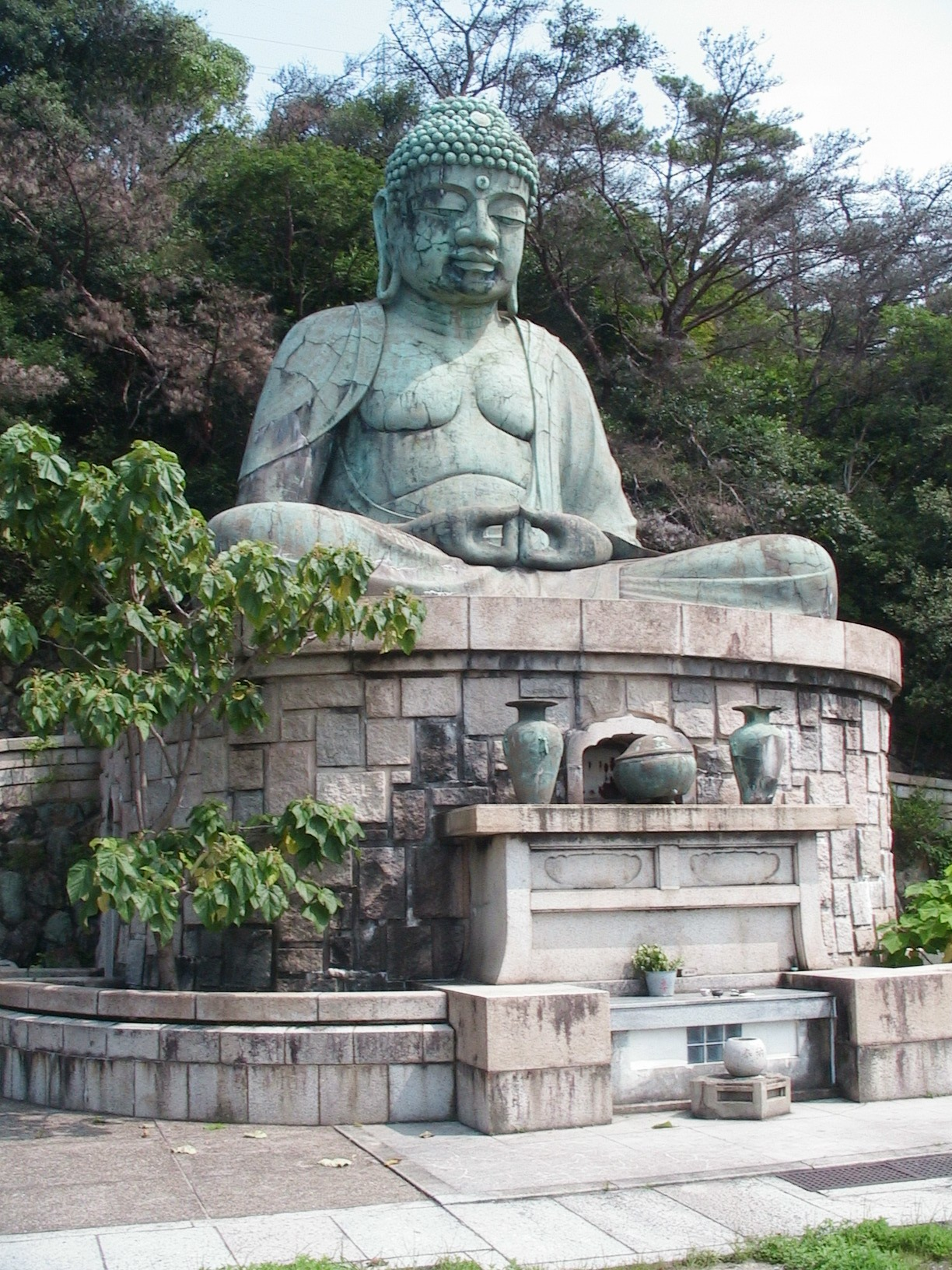
丸山の町を見下ろす場所に建立された鵯越大仏。丸山遊園地と同年の1932年の建立。

丸山遊園地が開業した同年の12月3日には鵯越大仏が京都の大覚寺門跡導師により開眼されている。

### ご当地ソング
「長田丸山音頭」、「長田丸山小唄」（1932年（昭和7年））が存在した。
「雲か桜か ヨイトナー ツツジケ山か 長田丸山 花の山 花の山 ソレ ヨイトサノサー ヨイヤサノサー」
「むかしゃ源平 鵯越も 今じゃ遊園」
などと歌われ、作曲は戦前期に活躍して多数の曲を残しながら突然姿を消した謎の作曲家近藤十九二である可能性が高いという。歌詞は少し稚拙な部分が残ることから地元の人ではないかと推測され、歌い手は花隈あたりの芸者ではないかと推測されている。昭和初期には全国的に新民謡が流行。多くの場合、発足や周年など、歌が制作されるきっかけとなった出来事があったらしく、作曲年が丸山遊園地が完成した年にあたることから、この2曲も遊園地の開設にちなんだものである可能性が高い（神戸市立博物館副館長 山崎整）。
戦後には別の「丸山音頭」が作曲され、盆踊りを踊っていたという。

## 年表
- 1932年（昭和7年）に丸山遊園地が完成[4]。12月3日には丸山を見下ろす鵯越大仏が京都の大覚寺門跡導師により開眼される。
- 2000年（平成12年） - 旅館「青山」跡を利用した「神戸わたくし美術館」が開放される[6]。
- 2001年（平成13年） -「花山友愛グループ」が立ち上げられ、高齢者の見守り活動が開始[7]。
- 2015年（平成27年） - 適寿リハビリテーション病院の提案で、散歩会が始められる。すり鉢状の地形に民家が何層にも並ぶ丸山地区独自の無数にある「坂道と階段」を活用し、防災と健康を目的にした散歩コースが設定され、医療関係者の付き添いで町内を歩く。月1回、30人ほどが参加する。花山自治会の副会長の歴史の要素を入れると男性の参加者も増えるかもしれないとの発案で同区全体の「歴史マップ」が完成[7]。

## 施設

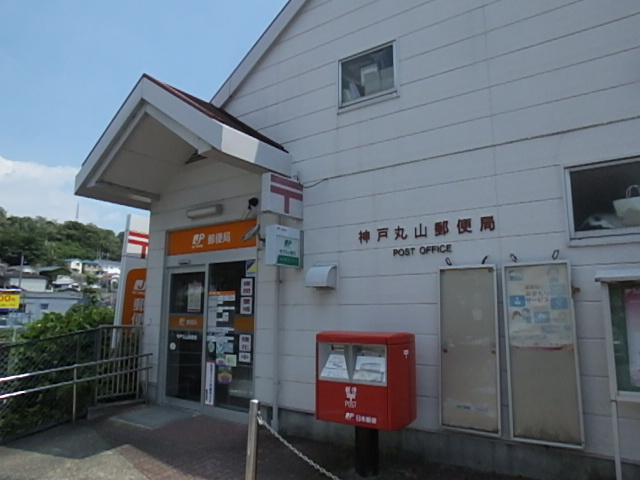
神戸丸山郵便局

### 商業施設
人口が急増した昭和40年代、神戸電鉄丸山駅西側に「丸山ショッピングセンター」が開設された。しかし、数年後に生活協同組合コープこうべ丸山店が開店したことで客足が減り、その後閉鎖された。

### 丸山コミュニティ・センター
神戸市長田区西丸山町1丁目7番5号

### 私設美術館
- 神戸わたくし美術館（神戸市長田区西丸山町2）

1933年（昭和8年）に建てられた「青山」という旅館だった日本家屋に18歳から住み、産婦人科医として兵庫県産科婦人科学会長も務めた男性が、往時の姿そのままに、2000年から「神戸わたくし美術館」として開放している。高名な画家よりも、世に埋もれた、質の高い作家を取り上げ、新開地のゴッホと呼ばれたタカハシノブオや兵庫区の美術家、堀尾貞治らの作品など1000点を収集展示。年に数回展示内容を変更する。

## 学校

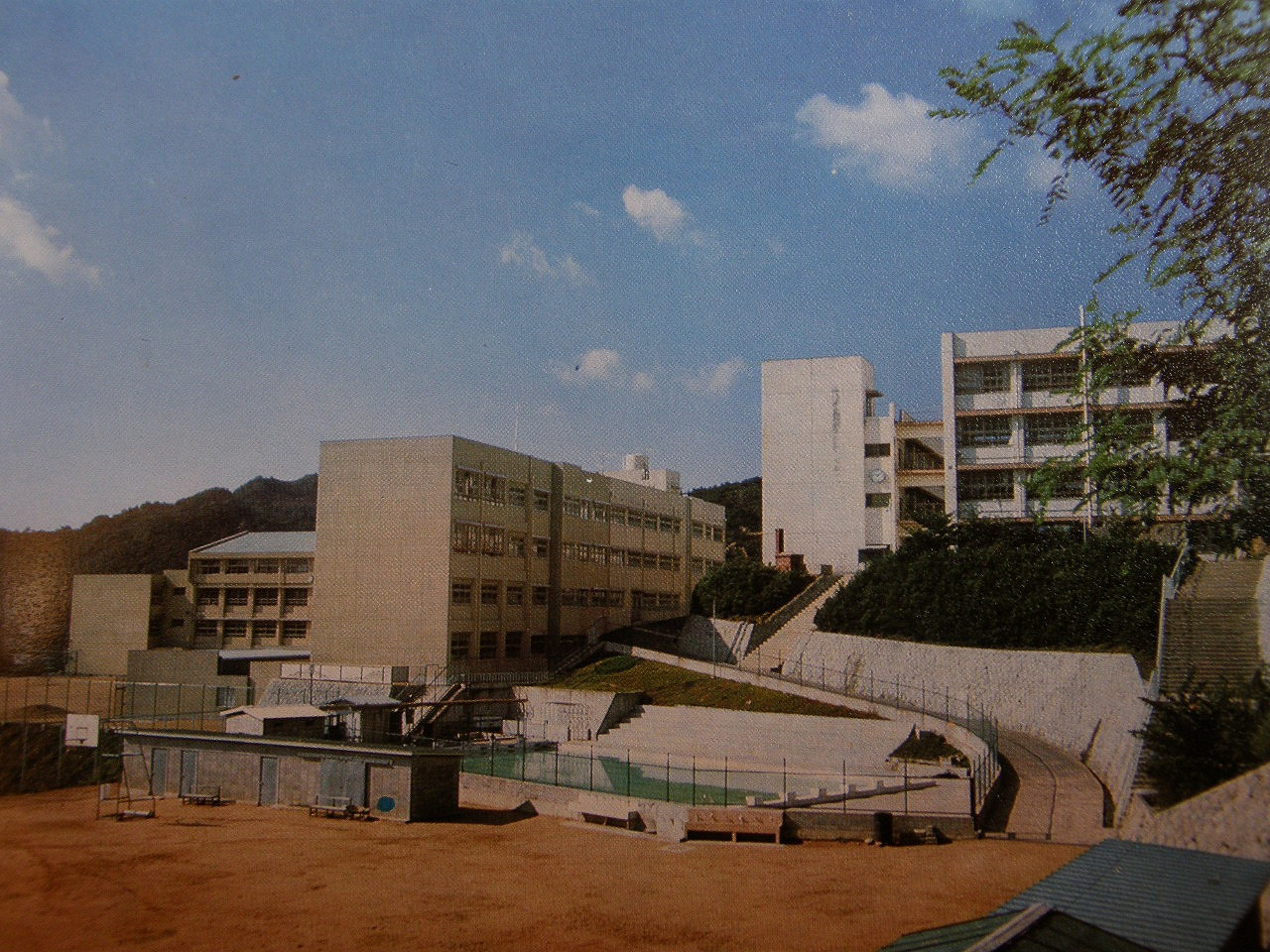
1973年頃の神戸市立雲雀丘中学校

- 神戸市立丸山ひばり小学校
- 神戸市立雲雀丘中学校

## 医療機関
- 長田区 丸山あんしんすこやかセンター
- 丸山病院
- 適寿リハビリテーション病院